# Fabia Eudokia
Fabia Eudokia (zm. 612) – cesarzowa bizantyńska od 610 do 612 roku.  

## Życiorys
Była pierwszą żoną cesarza Herakliusza. Jej ojcem był afrykański dostojnik Rogatus. W czasie buntu Herakliusza przeciw cesarzowi Fokasowi została uwięziona w Konstantynopolu (608-610). Urodziła Herakliuszowi dwie córki oraz syna Konstantyna III. 